# خوش‌خوان دمگاه‌طلایی
خوش‌خوان دمگاه‌طلایی (نام علمی: Euphonia cyanocephala) نام یک گونه از سرده سهره‌های خوش‌خوان است.